# Травис Каланик
Травис Кордел Каланик (на английски: Travis Cordell Kalanick, роден на 6 август 1976 г.) е американски предприемач, съучредител на пиринговата файлообменна компания RedSwoosh и мрежовата транспортна компания Uber.
През 2014 г. е включен от Forbes в списъка на 400-те най-богати американци, заемайки 290-о място, с капитал от 6 милиарда долара.

## Биография
Каланик е роден на 6 август 1976 г. в Лос Анджелис. Живял е в Нортридж, Калифорния, където завършва училището Гранад-Хилс и впоследствие постъпва в колеж при Калифорнийския университет със специалност компютърна техника. По време на обучението си в Калифорнийския университет участва в студентското братсто Theta Xi. Майка му Бони е работила в рекламния отдел на Los Angeles Daily News, а баща му Доналд Е. Каланик е бил инженер-строител в Лос Анжелис и произхожда от католическо семейство с чешки и австрийски корени. По произход майка му е еврейка (с девича фамилия Горвиц). Травис има две доведени сестри и брат Кори, пожарникар.

## Кариера

### Scour
През 1998 г. Травис Каланик с двмата си съкурсници Майкъл Тод и Винс Бюсам напускат университета за да се включат в разработка на проекта на Дан Родригес – файлообменника Scour. През 2000 г. MPAA, Асоциацията на звукозаписната индустрия в Америка (RIAA) и Националната асоциация на музикалните издатели (NMPA) подават иск срещу Scour обвинявайки собствениците на проекта в нарушаване на авторското права. През септември същата година собствениците на Scour обявяват банкрут.

### Red Swoosh
През 2001 г. заедно с бившия екип от разработчици на Scour, Каланик създава нова компания с името Red Swoosh – също пирингова файлообменна компания. В Red Swoosh са използвани прогресивни технологии, с помощта на които се увеличава значително пропускателната възможност на мрежата, което дава възможност да се търгува с медийно съдържание. През 2007 г. Akamai Technologies придобива компанията Red Swoosh за 19 милиона долара.

### Uber
През 2009 г. Травис Каланик и Гарет Кемп, създават Uber, мобилно приложение, свързващо пасажерите с наемни транспортни превозни средства. Понастоящем Uber работи в над 60 страни и в над 300 градове по цял свят. Дейността на Uber среща противодействието на таксиметрови фирми в някои градове на Северна Америка,, в частност във Вашингтон, Чикаго, Торонто и в Ню Йорк. Компанията работи в условията на жестока конкуренция на пазара., дори и със собствени колонки в такива градове като Лондон. През ноември 2014 г., Каланик е критикуван заради тактиката „да спечели на всяка цена“ при управлението на компанията.

### Друго
Травис Каланик участва често на конференции и делови мероприятия,, включително TechCrunch Disrupt, Tech Cocktail, DLD и LeWeb.
През декември 2016 г. Каланик става съветник в екипа на новоизбрания президент на САЩ Доналд Тръмп.

## Личен живот
По данни за 2015 г. Каланик има връзка с Габи Холцварт, с която се запознава на вечеринка, организирана от Шервин Пишевар. Холцварт е цигуларка и пише за The Huffington Post. Пишевар се запознава с нея, когато тя свири на цигулка в търговския център Trader Joe's.